# Calcolo frazionario
Il calcolo frazionario è una branca dell'analisi matematica che studia le diverse possibilità di definire una potenza reale o complessa dell'operatore derivata {\displaystyle D}
{\displaystyle Df(x)={\dfrac {d}{dx}}f(x)},
e dell'operatore integrale {\displaystyle J}
{\displaystyle Jf(x)=\int _{0}^{x}\!\!\!\!f(s){ds}},
e sviluppare un calcolo infinitesimale per questi operatori, generalizzando quelli classici.
In questo contesto, il termine potenza si riferisce all'applicazione iterata di un operatore lineare a una funzione, in analogia alla composizione di funzioni nel caso a una variabile, cioè {\displaystyle f^{\circ 2}(x)=f\circ f(x)=f(f(x))}.
Per esempio, ci si potrebbe chiedere se interpretare
{\displaystyle {\sqrt {D}}=D^{\frac {1}{2}}}
come l'analogo della radice quadrata funzionale per un operatore differenziale, cioè un certo operatore lineare che quando applicato due volte a qualsiasi funzione ha lo stesso effetto della derivata. Più in generale, ci si potrebbe chiedere di definire un funzionale lineare
{\displaystyle D^{a}}
per ogni numero reale {\displaystyle a} in modo tale che, quando {\displaystyle a} assume un valore intero {\displaystyle n\in \mathbb {Z} }, coincide con la usuale derivata {\displaystyle n}-esima {\displaystyle D^{n}} se {\displaystyle n>0} o con la {\displaystyle n}-esima potenza di {\displaystyle J} se {\displaystyle n<0}.
Una delle motivazioni dietro l'introduzione e lo studio di questa estensione dell'operatore derivata {\displaystyle D} è che gli insiemi delle potenze {\displaystyle \{D^{a}\,|\,a\in \mathbb {R} \}} definite in questo modo sono semigruppi continui con parametro {\displaystyle a}, di cui l'originale semigruppo discreto di {\displaystyle \{D^{n}\,|\,n\in \mathbb {Z} \}} è un sottogruppo numerabile: poiché i semigruppi continui hanno una teoria matematica ben sviluppata, è interessante applicarli ad altre branche della matematica.
Le equazioni differenziali frazionarie, anche conosciute come equazioni differenziali straordinarie, sono una generalizzazione delle equazioni differenziali attraverso l'applicazione del calcolo frazionario.

## Storia
Nella matematica applicata e nell'analisi matematica, la derivata frazionaria è una derivata di ordine arbitrario, reale o complesso. La prima apparizione del concetto di derivata frazionaria si trova in una lettera scritta a Guillaume de l'Hôpital da Gottfried Wilhelm Leibniz nel 1695. Le fondamenta di questa teoria furono create da Liouville in un saggio del 1832.

## Natura della derivata frazionaria
La derivata di una funzione {\displaystyle f(x)} in un punto {\displaystyle x} è una proprietà locale solo quando {\displaystyle a} è un intero; non è questo il caso per derivate non intere. In altre parole, non è corretto dire che la derivata frazionaria in {\displaystyle x} di una funzione {\displaystyle f(x)} dipende dai valori di {\displaystyle f} vicino a {\displaystyle x}, nel modo in cui fanno certamente le derivate intere. Dunque, ci si aspetta che una tale teoria coinvolga qualche sorta di condizioni al contorno, interessandosi anche al comportamento lontano della funzione.
La derivata frazionaria di ordine {\displaystyle a} di una funzione è spesso definita per mezzo della trasformata di Fourier o di Mellin.

## Euristica
Una naturale domanda è chiedersi se esiste un operatore lineare {\displaystyle H}, o derivata mezza, tale che
{\displaystyle H^{2}f(x)=Df(x)={\dfrac {d}{dx}}f(x)=f'(x)}.
Risulta poi che questo operatore esiste e che in realtà per ogni {\displaystyle a>0} c'è un operatore {\displaystyle P} tale che
{\displaystyle (P^{a}f)(x)=f'(x)}
In altre parole, la definizione di {\displaystyle d^{n}y/dx^{n}} può essere estesa a tutti i valori reali di {\displaystyle n}.
Sia {\displaystyle f(x)} una funzione definita solo per {\displaystyle x>0}. Si indica con l'integrale definito da {\displaystyle 0} a {\displaystyle x} con
{\displaystyle (Jf)(x)=\int _{0}^{x}f(t)\;dt}.
Iterando questo procedimento si ha
{\displaystyle (J^{2}f)(x)=\int _{0}^{x}(Jf)(t)dt=\int _{0}^{x}\left(\int _{0}^{t}f(s)\;ds\right)\;dt,}
che può essere esteso arbitrariamente.
La formula di Cauchy per integrazioni ripetute, ossia
{\displaystyle (J^{n}f)(x)={1 \over (n-1)!}\int _{0}^{x}(x-t)^{n-1}f(t)\;dt,}
porta in maniera chiara alla generalizzazione per {\displaystyle n} reale.
Usando la funzione Gamma per rimuovere la natura discreta del fattoriale, si ottiene un naturale candidato per l'applicazione frazionaria dell'operatore integrale.
{\displaystyle (J^{\alpha }f)(x)={1 \over \Gamma (\alpha )}\int _{0}^{x}(x-t)^{\alpha -1}f(t)\;dt}
Infatti questo è un operatore ben definito.
È facile da mostrare che l'operatore {\displaystyle J} soddisfa
{\displaystyle (J^{\alpha })(J^{\beta }f)(x)=(J^{\beta })(J^{\alpha }f)(x)=(J^{\alpha +\beta }f)(x)={1 \over \Gamma (\alpha +\beta )}\int _{0}^{x}(x-t)^{\alpha +\beta -1}f(t)\;dt}
{\displaystyle {\begin{aligned}(J^{\alpha })(J^{\beta }f)(x)&={\frac {1}{\Gamma (\alpha )}}\int _{0}^{x}(x-t)^{\alpha -1}(J^{\beta }f)(t)\;dt\\&={\frac {1}{\Gamma (\alpha )\Gamma (\beta )}}\int _{0}^{x}\int _{0}^{t}(x-t)^{\alpha -1}(t-s)^{\beta -1}f(s)\;ds\;dt\\&={\frac {1}{\Gamma (\alpha )\Gamma (\beta )}}\int _{0}^{x}f(s)\left(\int _{s}^{x}(x-t)^{\alpha -1}(t-s)^{\beta -1}\;dt\right)ds\end{aligned}}}
dove nell'ultimo passaggio si è scambiato l'ordine di integrazione e si è portato fuori il fattore {\displaystyle f(s)} dall'integrale. Cambiando variabile con {\displaystyle r}, definita da {\displaystyle t=s+(x-s)r},
{\displaystyle (J^{\alpha })(J^{\beta }f)(x)={\frac {1}{\Gamma (\alpha )\Gamma (\beta )}}\int _{0}^{x}(x-s)^{\alpha +\beta -1}f(s)\left(\int _{0}^{1}(1-r)^{\alpha -1}r^{\beta -1}\;dr\right)ds}
L'integrale interno è la funzione beta di Eulero, che soddisfa la seguente proprietà:
{\displaystyle \int _{0}^{1}(1-r)^{\alpha -1}r^{\beta -1}\;dr=B(\alpha ,\beta )={\dfrac {\Gamma (\alpha )\,\Gamma (\beta )}{\Gamma (\alpha +\beta )}}}
Sostituendo nell'equazione si ha
{\displaystyle (J^{\alpha })(J^{\beta }f)(x)={\frac {1}{\Gamma (\alpha +\beta )}}\int _{0}^{x}(x-s)^{\alpha +\beta -1}f(s)\;ds=(J^{\alpha +\beta }f)(x)}
Lo scambio di {\displaystyle \alpha } e {\displaystyle \beta } mostra che l'ordine di applicazione dell'operatore {\displaystyle J} è irrilevante e questo completa la dimostrazione.
Questa relazione è detta proprietà di semigruppo dell'operatore frazionario differintegrale. Sfortunatamente il procedimento analogo per l'operatore derivata {\displaystyle D} è decisamente più complesso, ma si può mostrare che in generale {\displaystyle D} non è né commutativo né additivo.

## Derivata frazionaria di una potenza

La derivata mezza (curva viola) della funzione (in blu) insieme alla derivata prima (in rosso).

L'animazione mostra in modo continuo l'operatore derivata di ordine tra (l'antiderivata) e (la derivata prima) della funzione.

Si assuma che {\displaystyle f(x)} è un monomio della forma
{\displaystyle f(x)=x^{k}\;.}
La derivata prima è semplicemente
{\displaystyle f'(x)={\frac {d}{dx}}f(x)=kx^{k-1}\;.}
Ripetendo la derivazione si ottiene il risultato generale
{\displaystyle {\frac {d^{a}}{dx^{a}}}x^{k}={\dfrac {k!}{(k-a)!}}x^{k-a}\;,}
che, dopo aver sostituito i fattoriali con la funzione Gamma, porta a
{\displaystyle {\frac {d^{a}}{dx^{a}}}x^{k}={\dfrac {\Gamma (k+1)}{\Gamma (k-a+1)}}x^{k-a},\qquad k\geq 0}
Per {\displaystyle k=1} e {\displaystyle \alpha =1/2}, si ottiene che la derivata mezza della funzione {\displaystyle f(x)=x} è
{\displaystyle {\frac {d^{1/2}}{dx^{1/2}}}x={\frac {\Gamma (1+1)}{\Gamma (1-{\frac {1}{2}}+1)}}x^{1-{\frac {1}{2}}}={\frac {\Gamma (2)}{\Gamma ({\frac {3}{2}})}}x^{1/2}={\frac {1}{\frac {\sqrt {\pi }}{2}}}x^{1/2}.}
Per dimostrare che si tratta della "derivata mezza" (cioè {\displaystyle H^{2}f(x)=Df(x)} ), si ripete il procedimento per avere:
{\displaystyle {\dfrac {d^{1/2}}{dx^{1/2}}}{\dfrac {2x^{\frac {1}{2}}}{\sqrt {\pi }}}={\frac {2}{\sqrt {\pi }}}{\dfrac {\Gamma (1+{\frac {1}{2}})}{\Gamma ({\frac {1}{2}}-{\frac {1}{2}}+1)}}x^{{\frac {1}{2}}-{\frac {1}{2}}}={\frac {2}{\sqrt {\pi }}}{\frac {\Gamma \left({\frac {3}{2}}\right)}{\Gamma (1)}}x^{0}={\frac {2{\frac {\sqrt {\pi }}{2}}x^{0}}{\sqrt {\pi }}}=1,} (poiché {\displaystyle {\Gamma ({\frac {3}{2}})}={\frac {1}{2}}{\sqrt {\pi }}}  e {\displaystyle {\Gamma (1)}=1} )
che è infatti il risultato aspettato
{\displaystyle \left({\frac {d^{1/2}}{dx^{1/2}}}{\frac {d^{1/2}}{dx^{1/2}}}\right)x={\frac {d}{dx}}x=1.}
Per potenze con {\displaystyle k} intero negativo, la funzione Gamma non è definita e si deve usare la seguente relazione:
{\displaystyle {\frac {d^{a}}{dx^{a}}}x^{-k}=(-1)^{a}{\dfrac {\Gamma (k+a)}{\Gamma (k)}}x^{-(k+a)}{\text{ per }}k\geq 0}
Non c'è bisogno che questa estensione dell'operatore derivata sia vincolata solo ai numeri reali. Per esempio, la derivata {\displaystyle (1+i)}-esima della derivata {\displaystyle (1-i)}-esima produce l'usuale derivata seconda. Valori negativi di {\displaystyle a} danno luogo all'operatore integrale.
Per una funzione generale {\displaystyle f(x)} e {\displaystyle 0<\alpha <1}, la derivata frazionaria completa è
{\displaystyle D^{\alpha }f(x)={\frac {1}{\Gamma (1-\alpha )}}{\frac {d}{dx}}\int _{0}^{x}{\frac {f(t)}{(x-t)^{\alpha }}}\,dt}
Per un {\displaystyle \alpha } arbitrario, poiché la funzione Gamma non è definita nei numeri interi negativi, è necessario applicare la derivata frazionaria dopo aver svolto la derivata intera. Per esempio,
{\displaystyle D^{3/2}f(x)=D^{1/2}D^{1}f(x)=D^{1/2}{\frac {d}{dx}}f(x)}

## Trasformata di Laplace
Si può giungere alla definizione anche attraverso la trasformata di Laplace. Sapendo che
{\displaystyle {\mathcal {L}}\left\{Jf\right\}(s)={\mathcal {L}}\left\{\int _{0}^{t}f(\tau )\,d\tau \right\}(s)={\frac {1}{s}}({\mathcal {L}}\left\{f\right\})(s)}
e
{\displaystyle {\mathcal {L}}\left\{J^{2}f\right\}={\frac {1}{s}}({\mathcal {L}}\left\{Jf\right\})(s)={\frac {1}{s^{2}}}({\mathcal {L}}\left\{f\right\})(s)}
etc., si afferma che
{\displaystyle J^{\alpha }f={\mathcal {L}}^{-1}\left\{s^{-\alpha }({\mathcal {L}}\{f\})(s)\right\}}.
Per esempio,
{\displaystyle J^{\alpha }(t^{k})={\mathcal {L}}^{-1}\left\{{\frac {\Gamma (k+1)}{s^{\alpha +k+1}}}\right\}={\frac {\Gamma (k+1)}{\Gamma (\alpha +k+1)}}t^{\alpha +k}}
come atteso. Infatti, data la regola di convoluzione,
{\displaystyle {\mathcal {L}}\{f*g\}=({\mathcal {L}}\{f\})({\mathcal {L}}\{g\})}
e abbreviando {\displaystyle p(x)=x^{\alpha -1}} per chiarezza, si trova che
{\displaystyle {\begin{aligned}(J^{\alpha }f)(t)&={\frac {1}{\Gamma (\alpha )}}{\mathcal {L}}^{-1}\left\{\left({\mathcal {L}}\{p\}\right)({\mathcal {L}}\{f\})\right\}\\&={\frac {1}{\Gamma (\alpha )}}(p*f)\\&={\frac {1}{\Gamma (\alpha )}}\int _{0}^{t}p(t-\tau )f(\tau )\,d\tau \\&={\frac {1}{\Gamma (\alpha )}}\int _{0}^{t}(t-\tau )^{\alpha -1}f(\tau )\,d\tau \\\end{aligned}}}
che è esattamente uguale a quello ottenuto dalla formula di Cauchy.
La trasformata di Laplace "funziona" relativamente su poche funzioni, ma sono spesso utili per risolvere equazioni differenziali frazionarie.

## Integrali frazionari

### Integrale frazionario di Riemann–Liouville
La classica forma del calcolo frazionario è dato dall'integrale di Riemann–Liouville, che è essenzialmente quello descritto precedentemente. Per le funzioni periodiche, dunque includendo anche la 'condizione di contorno' di ripetersi dopo un periodo, la teoria utilizza l'integrale di Weyl. Quest'ultimo è definito sulle serie di Fourier e richiede che il coefficiente costante di Fourier si annulli; quindi si applica alle funzioni sul cerchio unitario il cui valore dell'integrale è 0.
{\displaystyle _{a}D_{t}^{-\alpha }f(t)={}_{a}I_{t}^{\alpha }f(t)={\frac {1}{\Gamma (\alpha )}}\int _{a}^{t}(t-\tau )^{\alpha -1}f(\tau )\,d\tau .}
Al contrario la derivata di Grünwald–Letnikov inizia con la derivata invece dell'integrale.

### Integrale frazionario di Hadamard
L'integrale frazionario di Hadamard, introdotto da J. Hadamard,  è dato dalla seguente formula,
{\displaystyle _{a}\mathbf {D} _{t}^{-\alpha }f(t)={\frac {1}{\Gamma (\alpha )}}\int _{a}^{t}\left(\log {\frac {t}{\tau }}\right)^{\alpha -1}f(\tau ){\frac {d\tau }{\tau }},\qquad t>a.}

### Integrale frazionario di Atangana–Baleanu
Recentemente, usando la funzione di Mittag-Leffler generalizzata, Atangana e Baleanu suggerirono una nuova formulazione della derivata frazionaria con Kernel non locali e non singolari, così da costruire il seguente operatore integrale frazionario:
{\displaystyle _{a}^{AB}D_{t}^{-\alpha }f(t)=_{a}^{AB}I_{t}^{\alpha }f(t)={\frac {1-\alpha }{AB(\alpha )}}f(t)+{\frac {\alpha }{AB(\alpha )\Gamma (\alpha )}}\int _{a}^{t}(t-\tau )^{\alpha -1}f(\tau )\,d\tau ,}
dove {\displaystyle AB(\alpha )} è una funzione di normalizzazione tale che {\displaystyle AB(0)=AB(1)=1}.

## Derivate frazionarie
Diversamente dalle derivate classiche di Newton, la derivata frazionaria è definita attraverso un integrale frazionario.

### Derivata frazionaria di Riemann–Liouville
La corrispondente derivata è calcolata utilizzando la regola di Lagrange per gli operatori differenziali. Calcolando la derivata {\displaystyle n}-esima dell'integrale di ordine {\displaystyle n-\alpha }, si ottiene la derivata {\displaystyle \alpha }-esima, dove {\displaystyle n} è l'intero più vicino maggiore di {\displaystyle \alpha } (cioè, {\displaystyle n=\lceil \alpha \rceil }).
{\displaystyle _{a}D_{t}^{\alpha }f(t)={\frac {d^{n}}{dt^{n}}}{}_{a}D_{t}^{-(n-\alpha )}f(t)={\frac {d^{n}}{dt^{n}}}{}_{a}I_{t}^{n-\alpha }f(t)}

### Derivata frazionaria di Caputo
C'è un'altra opzione per calcolare le derivata frazionarie di una funzione: la derivata frazionaria di Caputo. Fu introdotta da M. Caputo nel suo articolo del 1967. Al contrario della derivata di Riemann-Liouville, quando si risolvono delle equazioni differenziali usando la definizione di Caputo, non è necessario definire le condizioni iniziali dell'ordine frazionario. La derivata di Caputo è definita come segue.
{\displaystyle {}^{C}D_{t}^{\alpha }f(t)={\frac {1}{\Gamma (n-\alpha )}}\int _{0}^{t}{\frac {f^{(n)}(\tau )\,d\tau }{(t-\tau )^{\alpha +1-n}}}.}

### Derivata di Caputo-Fabrizio
In un lavoro del 2015 di M. Caputo e M. Fabrizio è stata proposta una nuova definizione di derivata frazionaria che ha un nucleo non singolare, definita per una funzione {\displaystyle f(t)} di classe {\displaystyle C^{1}}:
{\displaystyle _{a}^{CF}D_{t}^{\alpha }f(t)={\frac {1}{1-\alpha }}\int _{a}^{t}f'(\tau )\exp \left(-\alpha {\frac {t-\tau }{1-\alpha }}\right)d\tau ,}
dove {\displaystyle a<0}.
Questa derivata però, così come la derivata di Atangana-Baleanu e tutte le derivate ottenute sostituendo al nucleo debolmente singolare {\displaystyle t^{n-\alpha -1}/\Gamma (n-\alpha )} della derivata di Caputo un nucleo non singolare (in questo caso {\displaystyle \exp(-\alpha t/(1-\alpha ))}) presenta un grosso limite che la rende di fatto inutilizzabile. Infatti è facile dimostrare che {\displaystyle _{a}^{CF}D_{t}^{\alpha }y(t)|_{t=a}=0} e pertanto quando  {\displaystyle _{a}^{CF}D_{t}^{\alpha }} è utilizzata in una equazione differenziale del tipo {\displaystyle _{a}^{CF}D_{t}^{\alpha }y(t)=f(t,y(t))} è necessario che la condizione iniziale {\displaystyle y(a)=y_{a}} sia scelta in modo tale che anche {\displaystyle f(a,y_{a})=0}. Questo tipo di condizione appare estremamente restrittiva in quanto è l'operatore utilizzato a determinare il dato iniziale, una condizione che fisicamente non ha alcun senso e che in ogni caso impone condizioni estremamente restrittive.
Va anche detto che pur quando tale restrittiva condizione sia verificata, l'equazione differenziale {\displaystyle _{a}^{CF}D_{t}^{\alpha }y(t)=f(t,y(t))} potrà essere riscritta come
{\displaystyle {\frac {d}{dt}}y(t)=(1-\alpha ){\frac {d}{dt}}f(t,y(t))+\alpha f(t,y(t)),}
dimostrando non solo che la derivata di Caputo-Fabrizio è in realtà una derivata intera, ma che è anche inutile in quanto rappresenta fenomeni descrivibili mediante classiche equazioni differenziali di ordine intero.
Il ragionamento sopra esposto ha un grosso limite. Infatti, in assenza di una definizione condivisa di derivata frazionaria e quindi delle sue proprietà, non possiamo avere l’arbitrio di introdurre particolari condizioni per stabilire quali, fra gli operatori differenziali, possano essere definiti come derivate frazionarie e quali no. Per cui non si possono fare affermazioni o esempi dove l’operatore frazionario, in esame, non verifica certe condizioni e quindi non possa essere definito come frazionario o derivata frazionaria.
Infine non si può contestare la definizione di C-F derivata frazionaria, osservando che per una molto particolare equazione differenziale è necessario avere opportune condizioni iniziali. 
Il concetto di operatore differenziale frazionario deve essere ampio e quindi non deve essere associato o condizionato a particolari restrizioni che non siano connesse ad un vasto ed universale concetto di operatore frazionario.

### Derivata di Atangana–Baleanu
C'è un'ulteriore variante della definizione di derivata frazionaria, basata sull'uso della funzione di Mittag-Leffler generalizzata come Kernel. Questa nuova versione fu introdotta da Abdon Atangana e Dumitru Baleanu nel 2016 nel loro lavoro. Gli autori hanno introdotto due versioni: una è Atangana–Baleanu nel senso di Caputo (ABC) che è la convoluzione della derivata locale di una funzione con la funzione di Mittag-Leffler generalizzata; la seconda versione è chiamata derivata frazionaria di Atangana–Baleanu nel senso di Riemann–Liouville (ABR)  ed è la derivata della convoluzione di una data funzione non necessariamente derivabile con la funzione di Mittag-Leffler generalizzata. La derivata frazionaria di Atangana–Baleanu nel senso di Caputo è la seguente.
{\displaystyle {}_{a}^{ABC}D_{t}^{\alpha }f(t)={\frac {AB(\alpha )}{1-\alpha }}\int _{a}^{t}f'(\tau )E_{\alpha }\left(-\alpha {\frac {(t-\tau )^{\alpha }}{1-\alpha }}\right).}
E la derivata frazionaria di Atangana–Baleanu nel senso di Riemann–Liouville è definita come:
{\displaystyle {}_{a}^{ABR}D_{t}^{\alpha }f(t)={\frac {AB(\alpha )}{1-\alpha }}{\frac {d}{dt}}\int _{a}^{t}f(\tau )E_{\alpha }\left(-\alpha {\frac {(t-\tau )^{\alpha }}{1-\alpha }}\right).}
In particolare, questa variante di derivata frazionaria ha portato nuovi strumenti alla matematica applicata per modellizzare sempre più precisamente problemi complessi.
Si noti che questa derivata presenta le stesse limitazioni della derivata di Caputo-Fabrizio che la rende di fatto inutilizzabile. Anche in questo caso una equazione differenziale del tipo {\displaystyle {}_{a}^{ABC}D_{t}^{\alpha }y(t)=f(t,y(t))} ammette soluzione solo quando {\displaystyle f(a,y(a))=0} ed inoltre quando vale questa condizione (che impone condizioni estremamente restrittive sulla condizione iniziale) allora l'equazione {\displaystyle {}_{a}^{ABC}D_{t}^{\alpha }y(t)=f(t,y(t))} è equivalente ad una equazione differenziale frazionaria con la derivata frazionaria classica di Caputo del tipo
{\displaystyle {}_{a}^{C}D_{t}^{\alpha }y(t)={\frac {1-\alpha }{B(\alpha )}}{}_{a}^{C}D_{t}^{\alpha }f(t,y(t))+{\frac {\alpha }{B(\alpha )}}f(t,y(t)).}
Si tratta queste di proprietà condivisa da tutte le derivate con nucleo non singolare: ammettono soluzione solo sotto condizioni iniziali estremamente restrittive e, quando tali condizioni sono soddisfatte, possono essere riformulate come equazioni più semplici. Il loro utilizzo pertanto è fortemente sconsigliato.

### Altri tipi
Le derivate frazionarie classiche includono:
- Derivata di Grünwald–Letnikov
- Derivata di Sonin–Letnikov
- Derivata di Liouville
- Derivata di Caputo
- Derivata di Hadamard
- Derivata di Marchaud
- Derivata di Riesz
- Derivata di Riesz–Miller
- Derivata di Miller–Ross
- Derivata di Weyl
- Derivata di Erdélyi–Kober

Mentre fra le nuove derivate compaiono:
- Derivata di Machado
- Derivata di Chen–Machado
- Derivata di Coimbra
- Derivata di Katugampola
- Derivata di Caputo–Katugampola
- Derivata di Hilfer
- Derivata di Hilfer-Katugampola
- Derivata di Davidson
- Derivata di Chen
- Derivata di Caputo-Fabrizio
- Derivata di Atangana–Baleanu
- Derivata di Pichaghchi

## Generalizzazioni

### Operatore di Erdélyi–Kober
L'operatore di Erdélyi–Kober è un operatore integrale introdotto da Arthur Erdélyi (1940) e Hermann Kober (1940), dato da
{\displaystyle {\frac {x^{-\nu -\alpha +1}}{\Gamma (\alpha )}}\int _{0}^{x}(t-x)^{\alpha -1}t^{-\alpha -\nu }f(t)dt,}
che generalizza l'integrale frazionario di Riemann–Liouville e l'integrale di Weyl.

### Operatori di Katugampola
Una recente generalizzazione introdotta da Udita Katugampola (2011) è la seguente, che generalizza l'integrale frazionario di Riemann–Liouville e quello di Hadamard. L'operatore è conosciuto ora anche come l'integrale frazionario di Katugampola e è dato da,
{\displaystyle \left({}^{\rho }{\mathcal {I}}_{a+}^{\alpha }f\right)(x)={\frac {\rho ^{1-\alpha }}{\Gamma ({\alpha })}}\int _{a}^{x}{\frac {\tau ^{\rho -1}f(\tau )}{(x^{\rho }-\tau ^{\rho })^{1-\alpha }}}\,d\tau ,\qquad x>a.}
Anche se l'operatore integrale in questione è molto simile all'operatore di Erdélyi–Kober, non è possibile ottenere l'integrale di Hadamard come conseguenza dell'operatore di Erdélyi–Kober. Inoltre c'è un tipo della derivata frazionaria di Katugampola che generalizza le derivate di Riemann–Liouville e di Hadamard. Come per gli integrali frazionari, non vale per l'operatore di Erdélyi–Kober.

## Calcolo funzionale
Nel contesto dell'analisi funzionale, le funzioni più generali {\displaystyle f(D)} sono studiate nel calcolo funzionale della teoria spettrale. La teoria degli operatori pseudo-differenziali permette anche di considerare potenze di {\displaystyle D}. Quest'ultimi sono esempi di operatori integrali singolari e la generalizzazione della teoria in dimensioni maggiori è chiamata teoria dei potenziali di Riesz. Quindi ci sono disponibili molte teorie contemporaneamente, dentro cui si può discutere il calcolo frazionale. Importante nella teoria delle funzioni speciali è l'operatore di Erdélyi–Kober.

## Applicazioni

### Conservazione frazionaria della massa
Come descritto da Wheatcraft e Meerschaert (2008), serve un'equazione di conservazione frazionaria della massa per modellizzare le correnti dei fluidi quando il volume di controllo non è abbastanza grande rispetto alla scala di eterogeneità e quando il flusso dentro tale volume non è lineare. Nel documento citato, l'equazione di conservazione frazionaria della massa per le correnti dei fluidi è:
{\displaystyle -\rho \left(\nabla ^{\alpha }\cdot {\vec {u}}\right)=\Gamma (\alpha +1)\Delta x^{1-\alpha }\rho \left(\beta _{s}+\phi \beta _{w}\right){\frac {\partial p}{\partial t}}}

### Problema del flusso dell'acqua sotterranea
Nel 2013–2014 Atangana et al. descrissero alcuni problemi riguardanti il flusso di acqua sotterranea utilizzando il concetto di derivata frazionaria. In questi lavori viene generalizzata la classica legge di Darcy considerando la corrente d'acqua come una funzione di derivata non intera della testa piezometrica. Questa legge generalizzata e la conservazione della massa sono usate per derivare la nuova equazione per il flusso dell'acqua nel suolo.

### Equazione frazionaria di avvezione-diffusione
Si è mostrato che l'equazione frazionaria di avvezione-diffusione è molto utile nel modellizzare correnti contaminate in mezzi porosi eterogenei. .
Atangana e Kilicman estesero l'equazione a un ordine variabile. Nei loro scritti fu generalizzata l'equazione di dispersione idrodinamica usando il concetto di derivata di ordine variabile. L'equazione modificata fu risolta numericamente attraverso il metodo di Crank–Nicolson. Le simulazioni numeriche mostrarono che l'equazione modificata è molto più affidabile nel predire il movimento dell'inquinamento in falde deformabili rispetto alle derivate intere e frazionarie costanti

### Modelli dell'equazione frazionaria di diffusione nello spazio-tempo
Processi anomali di diffusione in mezzi complessi possono essere ben caratterizzati usando i modelli di equazione di ordine frazionario di diffusione. Il termine della derivata temporale corrisponde al decadimento lento e la derivata spaziale alla non-località della diffusione. L'equazione che governa la diffusione frazionaria nello spazio-tempo può essere scritta come
{\displaystyle {\frac {\partial ^{\alpha }u}{\partial t^{\alpha }}}=-K(-\triangle )^{\beta }u.}
Una semplice estensione della derivata frazionaria è quella di ordine variabile, in cui {\displaystyle \alpha } e {\displaystyle \beta } sono sostituiti da {\displaystyle \alpha (x,t)} e {\displaystyle \beta (x,t)}. Si può trovare la sua applicazione nei modelli di diffusione anomala nelle note.

### Modelli di smorzamento strutturale
Le derivate frazionarie sono usate per modellizzare lo smorzamento viscoelastico in certi tipi di materiale, come i polimeri.

### Controllo PID
Generalizzando i controlli PID in modo da usare ordini frazionari si può aumentare i loro gradi di libertà. Si può scrivere la nuova equazione sulla variabile di controllo {\displaystyle u(t)} in termini del valore dell'errore misurato {\displaystyle e(t)} come
{\displaystyle u(t)=K_{\text{p}}e(t)+K_{\text{i}}D_{t}^{-\alpha }e(t)+K_{\text{d}}D_{t}^{\beta }e(t)}
dove {\displaystyle \alpha } e {\displaystyle \beta } sono ordini frazionari positivi e {\displaystyle K_{\text{p}}}, {\displaystyle K_{\text{i}}}, e {\displaystyle K_{\text{d}}}, tutti non negativi, indicano rispettivamente i coefficienti del controllo proporzionale, integrale e differenziale, qualche volta indicati con P, I, and D.

### Equazione delle onde acustiche in mezzi complessi
La propagazione delle onde acustiche nei mezzi complessi, ad esempio nei tessuti biologici, di solito implica un'attenuazione che obbedisce a una legge di potenza della frequenza. Questo tipo di fenomeno può essere descritto usando un'equazione delle onde causale che include derivate temporali frazionarie:
{\displaystyle \nabla ^{2}u-{\dfrac {1}{c_{0}^{2}}}{\frac {\partial ^{2}u}{\partial t^{2}}}+\tau _{\sigma }^{\alpha }{\dfrac {\partial ^{\alpha }}{\partial t^{\alpha }}}\nabla ^{2}u-{\dfrac {\tau _{\epsilon }^{\beta }}{c_{0}^{2}}}{\dfrac {\partial ^{\beta +2}u}{\partial t^{\beta +2}}}=0.}
Vedere anche e i collegamenti in essa. Questi modelli sono collegati all'ipotesi riconosciuta che fenomeni multipli di rilassamento danno origine a un'attenuazione misurata nei mezzi complessi. Questa correlazione è descritta in e in questo studio,. Vedere per un articolo recente in cui compare l'equazione frazionaria delle onde che modellizza l'attenuazione a legge di potenza.

### Equazione di Schrödinger frazionaria della teoria quantistica
L'equazione di Schrödinger frazionaria, fondamentale nella meccanica quantistica frazionaria, ha la seguente forma:
{\displaystyle i\hbar {\frac {\partial \psi (\mathbf {r} ,t)}{\partial t}}=D_{\alpha }(-\hbar ^{2}\Delta )^{\frac {\alpha }{2}}\psi (\mathbf {r} ,t)+V(\mathbf {r} ,t)\psi (\mathbf {r} ,t).}
dove la soluzione dell'equazione è la funzione d'onda {\displaystyle \psi (\mathbf {r} ,t)}, l'ampiezza di probabilità quantomeccanica per una particella di avere una certa posizione {\displaystyle \mathbf {r} } in un ogni istante {\displaystyle t}, e {\displaystyle \hbar } è la costante di Planck ridotta. La funzione dell'energia potenziale {\displaystyle V(\mathbf {r} ,t)} dipende dal sistema.
Inoltre {\displaystyle \Delta =\partial ^{2}/\partial y^{2}} è l'operatore di Laplace, e {\displaystyle D_{\alpha }} è una costante di scala di dimensioni fisiche {\displaystyle [D_{\alpha }]=J^{1-\alpha }m^{\alpha }s^{-\alpha }=Kg^{1-\alpha }m^{2-\alpha }s^{\alpha -2}}, (con {\displaystyle \alpha =2}, {\displaystyle D_{2}=1/2m} per una particella di massa {\displaystyle m}), e l'operatore {\displaystyle (-\hbar ^{2}\Delta )^{\alpha /2}} è la derivata frazionaria quantistica di Riesz in tre dimensioni, definita da
{\displaystyle (-\hbar ^{2}\Delta )^{\alpha /2}\psi (\mathbf {r} ,t)={\frac {1}{(2\pi \hbar )^{3}}}\int d^{3}pe^{{\frac {i}{\hbar }}\mathbf {p} \cdot \mathbf {r} }|\mathbf {p} |^{\alpha }\varphi (\mathbf {p} ,t).}
L'indice {\displaystyle \alpha } nell'equazione di Schrödinger frazionaria si chiama l'indice di Lévy, e {\displaystyle 1<\alpha \leq 2}.

### Equazione di Schrödinger frazionaria di ordine variabile
Come naturale generalizzazione dell'equazione di Schrödinger frazionaria, si sfrutta l'equazione con derivate frazionarie variabili per studiare fenomeni della meccanica quantistica frazionari.
{\displaystyle i\hbar {\frac {\partial \psi ^{\alpha (\mathbf {r} )}(\mathbf {r} ,t)}{\partial t^{\alpha (\mathbf {r} )}}}=(-\hbar ^{2}\Delta )^{\frac {\beta (t)}{2}}\psi (\mathbf {r} ,t)+V(\mathbf {r} ,t)\psi (\mathbf {r} ,t).}
dove {\displaystyle \Delta =\partial ^{2}/\partial y^{2}} è l'operatore di Laplace e l'operatore {\displaystyle (-\hbar ^{2}\Delta )^{\beta (t)/2}} è la derivata frazionaria quantistica di Riesz a ordine variabile.

### Articoli sulla storia del calcolo frazionario
- B. Ross, A brief history and exposition of the fundamental theory of fractional calculus, in Fractional Calculus and Its Applications. Lecture Notes in Mathematics, vol. 457, 1975,  pp. 1-36.
- L. Debnath, A brief historical introduction to fractional calculus, in International Journal of Mathematical Education in Science and Technology, vol. 35, n. 4, 2004,  pp. 487-501, DOI:10.1080/00207390410001686571.
- J. Tenreiro Machado, V. Kiryakova e F. Mainardi, Recent history of fractional calculus, in Communications in Nonlinear Science and Numerical Simulation, vol. 16, n. 3, 2011,  pp. 1140-1153, DOI:10.1016/j.cnsns.2010.05.027.
- J.A. Tenreiro Machado, A.M. Galhano e J.J. Trujillo, Science metrics on fractional calculus development since 1966, in Fractional Calculus and Applied Analysis, vol. 16, n. 2, 2013,  pp. 479-500, DOI:10.2478/s13540-013-0030-y.
- J.A. Tenreiro Machado, A.M.S.F. Galhano e J.J. Trujillo, On development of fractional calculus during the last fifty years, in Scientometrics, vol. 98, n. 1, 2014,  pp. 577-582, DOI:10.1007/s11192-013-1032-6.

### Articoli di recensione
- M.D. Ortigueira e J.A. Tenreiro Machado, What is a fractional derivative?, in Journal of Computational Physics, vol. 293, 2015,  pp. 4-13, DOI:10.1016/j.jcp.2014.07.019.
- U.N. Katugampola, Correction to What is a fractional derivative? by Ortigueira and Machado [Journal of Computational Physics, Volume 293, 15 July 2015, Pages 4–13. Special issue on Fractional PDEs], Submitted for publication in J. Computational Physics (2015)
- V.E. Tarasov "No violation of the Leibniz rule. No fractional derivative." Communications in Nonlinear Science and Numerical Simulation Vol.18. No.11. (2013) pp. 2945–2948. arXiv:1402.7161
- K. Diethelm, R.Garrappa, A.Giusti, M.Stynes, Why fractional derivatives with nonsingular kernels should not be used, in Fractional Calculus and Applied Analysis, vol. 23, no. 3, 2020, pp. 610-634.DOI:10.1515/fca-2020-0032

### Libri
- Keith B. Oldham e Jerome Spanier, The Fractional Calculus; Theory and Applications of Differentiation and Integration to Arbitrary Order, Mathematics in Science and Engineering, V, Academic Press, 1974, ISBN 0-12-525550-0.
- Kenneth Miller e Bertram Ross (a cura di), An Introduction to the Fractional Calculus and Fractional Differential Equations, John Wiley & Sons, 1993, ISBN 0-471-58884-9.
- S. Samko, A.A. Kilbas e O. Marichev, Fractional Integrals and Derivatives: Theory and Applications, Taylor & Francis Books, 1993, ISBN 2-88124-864-0.
- A. Carpinteri e F. Mainardi (a cura di), Fractals and Fractional Calculus in Continuum Mechanics, Springer-Verlag Telos, 1998, ISBN 3-211-82913-X.
- Igor Podlubny, Fractional Differential Equations. An Introduction to Fractional Derivatives, Fractional Differential Equations, Some Methods of Their Solution and Some of Their Applications, Mathematics in Science and Engineering, vol. 198, Academic Press, 1998, ISBN 0-12-558840-2.
- Bruce J. West, Mauro Bologna e Paolo Grigolini, Physics of Fractal Operators, Springer Verlag, 2003, ISBN 0-387-95554-2.
- A. A. Kilbas, H. M. Srivastava e J. J. Trujillo, Theory and Applications of Fractional Differential Equations, Amsterdam, Netherlands, Elsevier, 2006, ISBN 0-444-51832-0.
- F. Mainardi, Fractional Calculus and Waves in Linear Viscoelasticity: An Introduction to Mathematical Models., Imperial College Press, 2010. URL consultato il 24 maggio 2018 (archiviato dall'url originale il 19 maggio 2012).
- V.E. Tarasov, Fractional Dynamics: Applications of Fractional Calculus to Dynamics of Particles, Fields and Media., Springer, 2010.
- Y. Zhou, Basic Theory of Fractional Differential Equations, Singapore, World Scientific, 2010.
- V.V. Uchaikin, Fractional Derivatives for Physicists and Engineers, Higher Education Press, 2012.
- Varsha Daftardar-gejji, Fractional Calculus: Theory and Applications, Narosa Publishing House, 2013.
- R. Herrmann, Fractional Calculus - An Introduction for Physicists, Singapore, World Scientific, 2014.
- Hari M Srivastava, Special Functions in Fractional Calculus and Related Fractional Differintegral Equations, Singapore, World Scientific, 2014.
- C P Li e F H Zeng, Numerical Methods for Fractional Calcuus, USA, CRC Press, 2015.